# Чурбешти (Јаши)
Чурбешти (рум. Ciurbești) насеље је у Румунији у округу Јаши у општини Мирослава. Oпштина се налази на надморској висини од 111 m.

## Становништво
Према подацима из 2002. године у насељу је живело 738 становника, од којих су сви румунске националности.